# KSVG

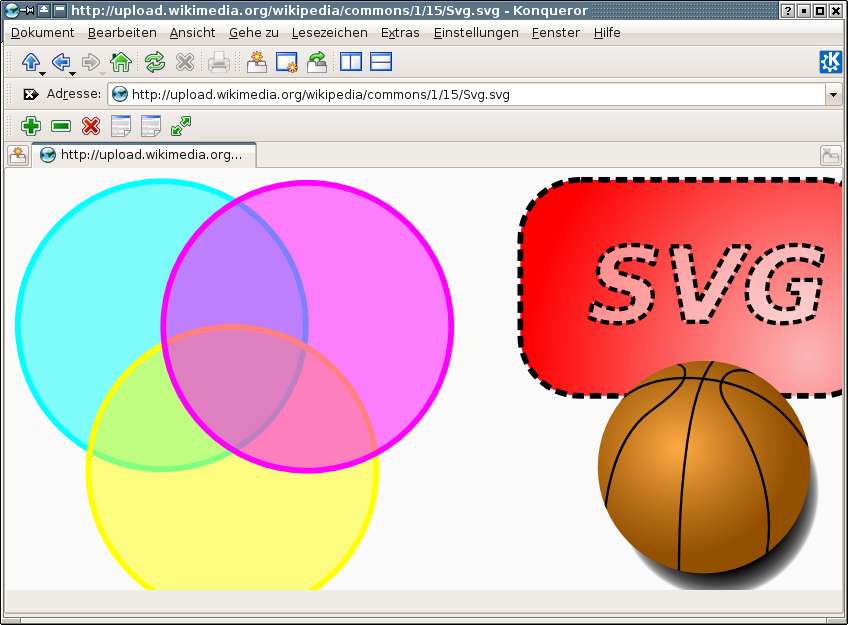
KSVG を使って SVG データを表示する Konqueror のスクリーンショット

KSVG は World Wide Web Consortium が勧告する SVG 標準の KDE による実装である。KSVG は基本的にウェブブラウザ Konqueror のプラグインとして設計されたものだが、KSVG は KParts コンポーネント技術を使っているので、他の任意の KDE アプリケーションに組み込み表示させることができる。
KSVG のアーキテクチャは KDE の HTMLレンダリングコンポーネントである KHTML や、Appleが KHTML に手を加えて開発しブラウザ Safari 内で使用しているレンダリングエンジン WebKit に似ている。